# تعداد سريع
التعداد السريع هو طريقة للتحقق من نتائج الانتخابات من خلال توقع تلك النتائج عبر عينة من عينات مواقع الاقتراع. وهو يختلف عن استطلاع الخروج، حيث أنه لا يستفسر من الناخبين عمن صوتوا له، بل تعتمد توقعات النتائج على النتائج الرسمية لمركز الاقتراع. 
إن تجميع الأصوات الموازي (PVT) هو عبارة عن منهجية لمراقبة الانتخابات والتي تعتمد بشكل أساسي على عينة عشوائية ممثلة للجان الانتخابات وتُستخدم للتحقق المستقل من نتائج الانتخابات (أو الطعن). تتضمن عملية تجميع الأصوات الموازي مراقبة إدارة الانتخابات، وعملية الاقتراع، وفرز أوراق الاقتراع الموجودة بلجان الانتخاب، وجمع نتائج اللجان الرسمية والتجميع المستقل لتلك النتائج، وذلك بالتوازي مع السلطات المسؤولة عن الانتخابات. كما تتم الإشارة إلى تجميع الأصوات الموازي بطريقة الفرز السريع.

## الأصل
يشتهر المنظمون من الحركة الوطنية للمواطنين من أجل انتخابات حرة بالفلبين (الحركة الوطنية للمواطنين من أجل انتخابات حرة) (NAMFREL) بكونهم رواد الفرز السريع أو تجميع الأصوات الموازي (PVT) للأنظمة الديمقراطية الناشئة. وأثناء الانتخابات الرئاسية لعام 1986، سعت الحركة لعكس الفرز الرسمي لجميع لجان الانتخابات التي يبلغ عددها 90000. فقد قاموا بتنفيذ مهمة رائعة في فرز البيانات من أغلبية اللجان، مما قدم الدليل للمساعدة في الكشف عن التزوير الهائل في فرز الأصوات الذي حاول أنصار ماركوس القيام به.

## المنهجية
إن مراقبة الانتخابات المبنية على العينات مثل تجميع الأصوات الموازي تعتمد على الإحصاءات، ألا وهي مبرهنة النهاية المركزية وقانون الأعداد الكبيرة. عندما تحصل مجموعة من المراقبين على حق الوصول إلى قائمة رسمية من وحدات الاقتراع (التي تقدمها الحكومة أو لجنة انتخابية مستقلة)، يمكنهم توزيع عينة عشوائية ممثلة للمراقبين من المنظمة (أو ائتلاف المنظمات الراصدة للانتخابات) إلى لجان الانتخابات التي تراقب عملية الانتخابات وفرز الأصوات المسجلة في كل وحدة للاقتراع. بعد التصويت، يقوم المراقبون بنقل المعلومات التي قاموا بتجميعها مرة أخرى إلى مركز البيانات المركزي ليتم تحليلها. وبذلك يمكن استخدام هذه البيانات لإنشاء تقديرات مستقلة ومدعومة إحصائيًا حول حصص الأصوات التي يحصل عليها كل حزب أو مرشح، وحول نسبة المشاركة بالانتخابات ولإجراء وإدارة الانتخابات بواسطة هيئة إدارة الانتخابات.

## انتخابات زيمبابوي لعام 2008
إن انتخابات زيمبابوي المثيرة للجدل والتي أجريت في مارس 2008 هي مثال آخر حيث يلعب تجميع الأصوات الموازي دورًا هامًا (إن لم يكن حاسمًا) في النتائج. بعد حصول رئيس جنوب إفريقيا تابو إيمبيكي على الامتياز في العملية المسماة "بالدبلوماسية الصامتة"، تم عرض النتائج في لجان الانتخابات الفردية بالخارج. قام أنصار حركة التغيير الديمقراطي بالتقاط الصور، غالبًا بواسطة الهواتف المزودة بالكاميرات، ثم قاموا بإرسالها إلى الموقع المركزي (في جوهانسبرغ)، حيث يتم تجميع النتائج.
أعلنت حركة التغيير الديمقراطي عن نتائج هذه العملية بأن المرشح التابع لهم، وهو مورغان تسغانغيراي، قد حاز على نسبة تصويت 50.3% من الأصوات، وبالتالي ينبغي فوزه في الانتخابات. وتلا تلك الفترة 6 أسابيع، حيث لم تقم جهة الانتخابات الزيمبابوية بإصدار النتائج الجديدة رسميًا. وفي نهاية العملية، تم الإعلان أن السيد تسغانغيراي قد حاز على 48.6% من الأصوات، واستكمال انتخابات الإعادة.
على الرغم من عدم الحصول على نتائج واضحة في هذه الانتخابات، فإن تجميع الأصوات الموازي يلعب دورًا هامًا في منع تزوير الانتخابات.

## وصلات خارجية
- The Quick Count and Election Observation, An NDI Guide for Civic Organizations and Political Parties
- Official NAMFREL Website